# Entedon inconspicuus
Entedon inconspicuus is een vliesvleugelig insect uit de familie Eulophidae. De wetenschappelijke naam is voor het eerst geldig gepubliceerd in 1852 door Ratzeburg.